# Nīres
Nīres (persiska: نيرس) är en ort i Iran.   Den ligger i provinsen Mazandaran, i den norra delen av landet, 80 km norr om huvudstaden Teheran. Nīres ligger 860 meter över havet och antalet invånare är 318.
Terrängen runt Nīres är bergig söderut, men norrut är den kuperad. Runt Nīres är det ganska tätbefolkat, med 80 invånare per kvadratkilometer. Närmaste större samhälle är Marzanābād, 4,5 km väster om Nīres. I omgivningarna runt Nīres växer i huvudsak blandskog.